# Cantó de Taninges
El cantó de Taninges és un cantó francès del departament de l'Alta Savoia, situat al districte de Bonneville. Té 5 municipis i el cap és Taninges.

## Municipis
- La Côte-d'Arbroz
- Les Gets
- Mieussy
- La Rivière-Enverse
- Taninges

| Data d'elecció                           | Identitat       | Partit                                         | Qualitat |
| ---------------------------------------- | --------------- | ---------------------------------------------- | -------- |
| 1945-1951                                | M. Anthonioz    | RPF                                            |          |
| 1951-1958                                | M. Baud         | MRP                                            |          |
| 1958-1973                                | Roger Brand     | Divers droite                                  |          |
| 1973-2008                                | Ernest Nycollin | CE, després UDF-radical, després Divers droite |          |
| 2008-                                    | Guy Chavanne    | UMP                                            |          |
| les dades anteriors no són pas conegudes |                 |                                                |          |